# St. Martin (Herrngiersdorf)

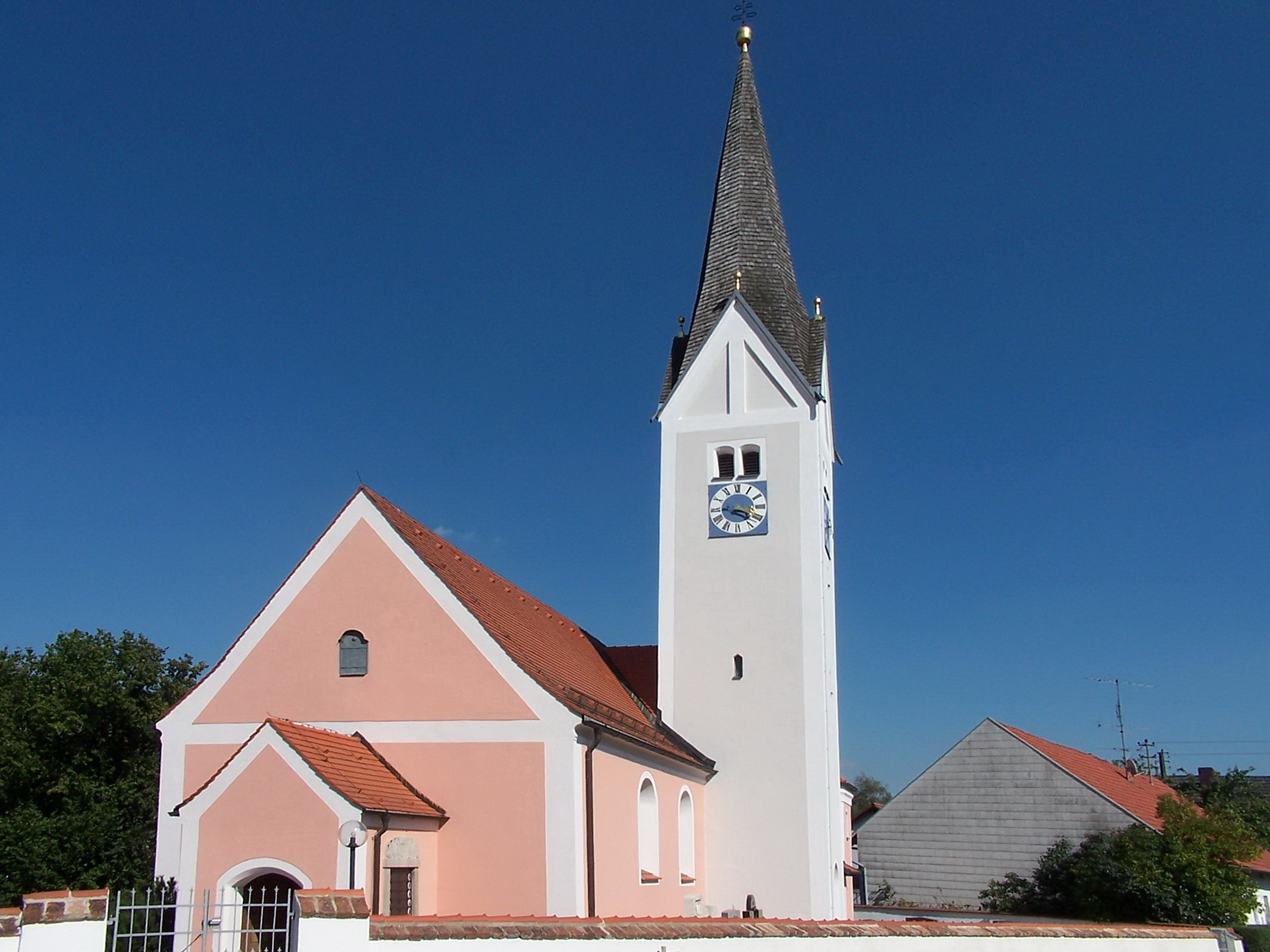
Außenansicht der Filialkirche St. Martin in Herrngiersdorf

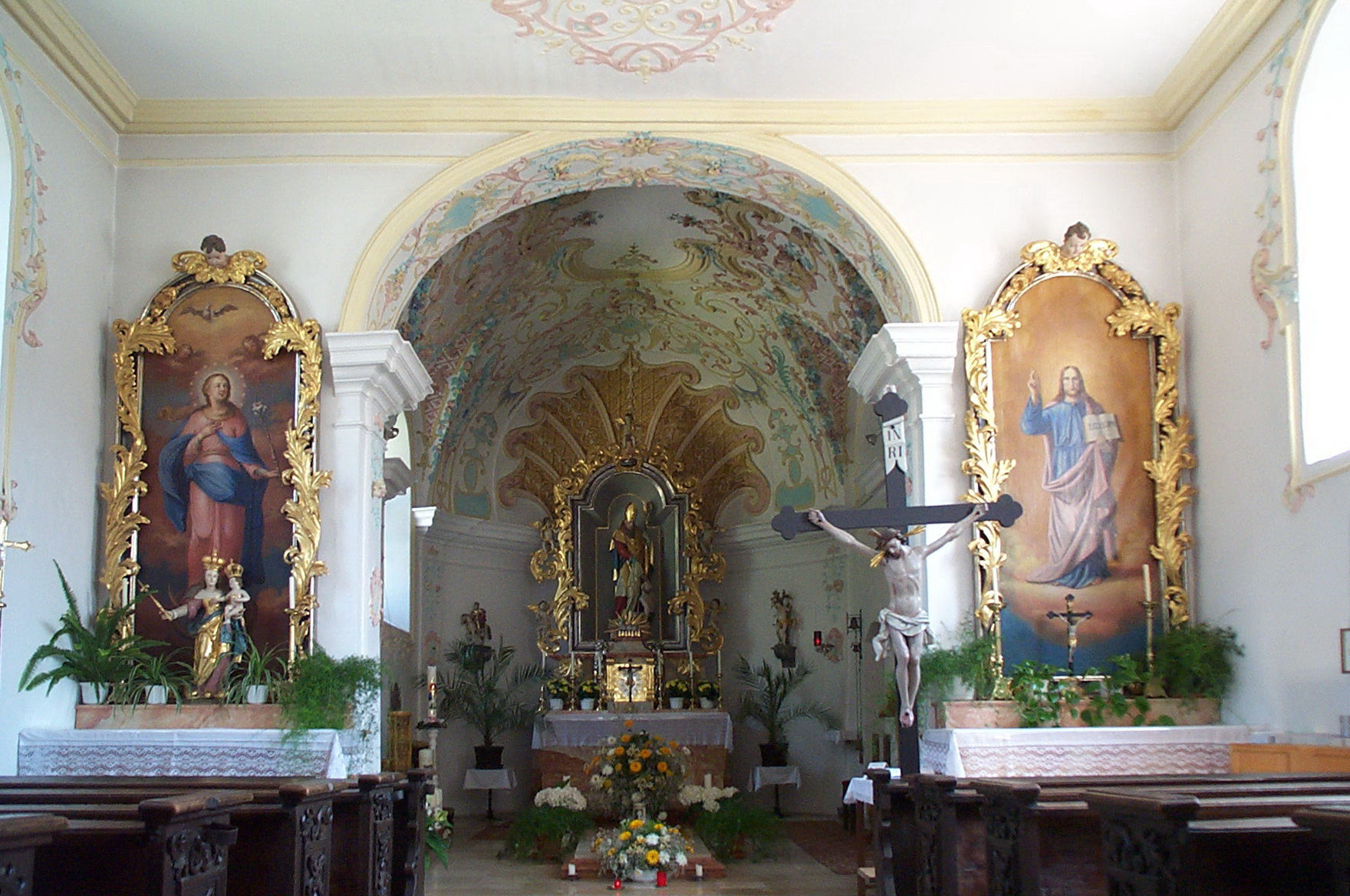
Innenraum

Die römisch-katholische Filialkirche St. Martin in Herrngiersdorf, einer Ortschaft im niederbayerischen Landkreis Kelheim, ist ein im Kern romanischer Bau aus dem 13. Jahrhundert, der vor allem durch den Anbau des spätgotischen Chores Anfang des 16. Jahrhunderts sowie durch die Barockisierung im 17. und 18. Jahrhundert verändert wurde. Vor dem Hochaltar befindet sich die Gruft mit den Gebeinen des Bernhard Lehner, der 1944 mit nur 14 Jahren im Ruf der Heiligkeit verstarb. Für dessen Seligsprechung wird bereits seit dem Jahr 1950 gebetet. Auch zahlreiche Pilger kommen das ganze Jahr über nach Herrngiersdorf zum Grabmal des Bernhard Lehner.

## Geschichte
Herrngiersdorf, das ab 887 zum Gebiet der Grafen von Ebersberg gehörte und im Jahr 1037 als Schenkung an das neu gegründete Benediktinerinnenkloster Geisenfeld kam, war ursprünglich Teil der Pfarrei Sandsbach und wurde erst 1920 nach Semerskirchen umgepfarrt.
Den Stilmerkmalen nach zu urteilen sind Langhaus und Turm (ohne Giebelaufsätze) der heutigen Kirche im 13. Jahrhundert entstanden. Während des Landshuter Erbfolgekrieges 1503/04 kam es zu schweren Schäden an dem Bau. Vermutlich deshalb wurde 1505/06 ein neuer, spätgotischer Chor errichtet, der im Oktober 1506 durch den Regensburger Weihbischof Petrus Grad geweiht wurde. Im Jahr 1659 wurden die Schindeldeckung des Turmes erneuert und ein Knauf samt Hahn aufgesetzt. Für das Jahr 1668 ist eine am Turm angebaute Seelenkapelle erwähnt, die aber heute nicht mehr existiert.
Außerdem erfolgte im 17. Jahrhundert eine Barockisierung, also eine Neuausstattung der Kirche im Stile des Barock. Laut einem Inventar aus dem Jahr 1660 befanden sich damals zwei Altäre in der Kirche: ein dem Kirchenpatron Martin geweihter Hochaltar sowie ein Marienaltar. Bereits 1668 fertigte allerdings ein Schreiner aus Langquaid einen neuen Hochaltar, für den im Folgejahr ein Bildschnitzer aus Kelheim das Altarblatt beisteuerte. 1676 wurde ein neues Kirchengestühl angeschafft und 1697 der Innenraum neu gepflastert. Im Jahr 1701 lieferte der Landshuter Schreiner Matthias Nay den heutigen Hochaltar. Bereits ein Jahr zuvor wurden die beiden Seitenaltäre, die ebenfalls in Landshut entstanden sind, in die Kirche geholt. Alle drei Altäre ließ man 1761 von dem Maler Joseph Fürstenprey aus Berg ob Landshut fassen. Um 1720 wurden Langhaus und Chor neu mit Schindeln eingedeckt. Um 1740 entstand dann die aufwändige Stuckdekoration im Chor, die wohl von dem Stuckateur Martin Bader aus Rohr stammt. Vielleicht wurde damals auch der westliche Vorbau angefügt.
Im Jahr 1803 wurde eine Instandsetzung des Turmes vorgenommen, in den Jahren 1864/65 wurde die Turmzwiebel durch einen schindelgedeckten Spitzhelm über vier aufgesetzten Dreiecksgiebeln ausgetauscht. Gegen Ende des 19. Jahrhunderts wurde die Empore erweitert und der Zugang zu dieser ins Kircheninnere verlegt. Im Jahr 1906 wurde der Außenbau renoviert, in den Jahren 1911/12 das Kircheninnere. Dabei besserte der Regensburger Bildhauer Halmer den Stuck aus, während der Maler Johann Böckl die Neufassung der Raumschale besorgte. Ab 1921 wurde die zweigeschossige Sakristei errichtet, welche den vormals sehr kleinen und nur vom Kircheninneren zugänglichen Anbau ersetzte. Bei einer Renovierung im Jahr 1925 wurde das Innere erneut durch Johann Böckl getüncht; außerdem entstand das stuckierte Wappen der Freiherrn von Guggemos an der Emporenbrüstung. Bei der gleichzeitigen Restaurierung des Hochaltares zerstörte man aber das Altargemälde, weswegen an dessen Stelle eine Nische mit einer Figur des Kirchenpatrons eingesetzt wurde.
Im Mai 1950 begann eine Innenrenovierung, bei der Kirchenmaler Ludwig Vogel den Stuck und dessen Bemalung restaurierte; außerdem wurde die bunte Fensterverglasung durch helle Scheiben in Antikglas ersetzt. 1952 pflasterte man überdies den Chorraum neu und legte gleichzeitig vor dem Hochaltar die Gruft für Bernhard Lehner an, die seither zahlreiche Wallfahrer anzieht. Eine neuerliche Außenrenovierung erfolgte 1960. Bei der Innenrenovierung im Jahr 1969 wurde die barocke Kanzel abgebrochen, die 1711 durch den damaligen Schlossschreiner angefertigt und von einem Mainburger Maler gefasst wurde. An deren Stelle kamen spätgotische Wandmalereien zum Vorschein, die anschließend wieder übermalt wurden. Außerdem erhielt im selben Jahr das Langhaus eine Pflasterung aus Solnhofener Platten. Eine Außenrenovierung im Jahr 1982, die von dem Regensburger Architekten Josef Naumann geleitet wurde, brachte das gotische Fundament zum Vorschein. Im Folgejahr 1983 wurde der Dachstuhl saniert. In den Jahren 1990/91 erfolgte außerdem eine Restaurierung der Raumschale durch die Regensburger Firmen Baier-Orthgieß und Bledl. Dabei wurde die original barocke Fassung des 18. Jahrhunderts weitgehend wiederhergestellt. Außerdem wurden auch einige Ausstattungsstücke restauriert. Insbesondere wurde der Unterbau der drei Altäre erneuert.

## Architektur

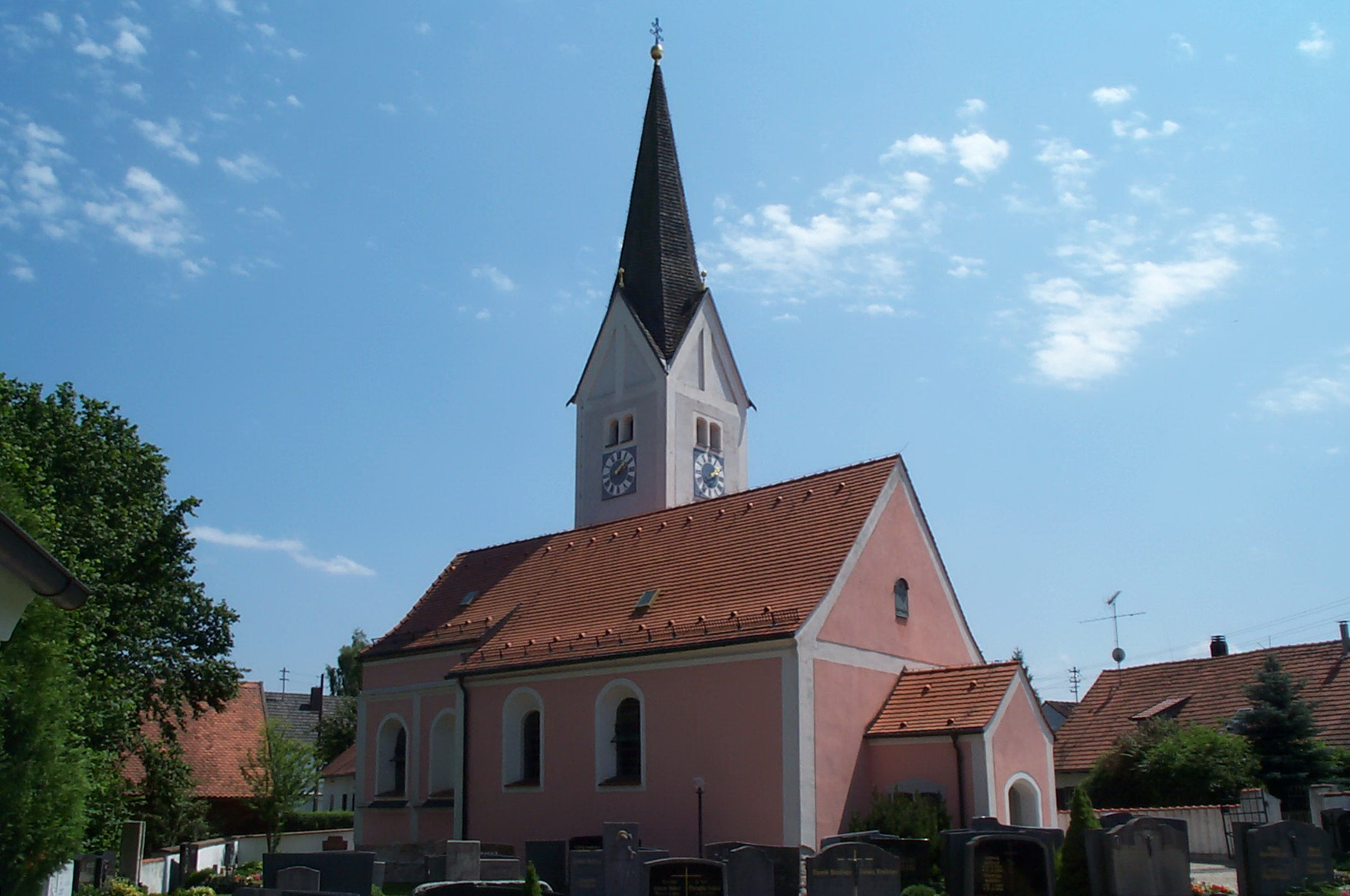
Außenansicht von Nordwesten

Der nach Osten ausgerichtete Kirchenbau umfasst ein im Kern romanisches, zweijochiges Langhaus sowie einen ebenfalls zweijochigen, eingezogenen Chor, der dreiseitig geschlossen ist. Der Chor ist im spätgotischen Stil ausgeführt und wurde, wie auch das Langhaus, innen barockisiert. Er ist mit dem Langhaus unter einem gemeinsamen Satteldach vereinigt. Der hellrot getünchte Außenbau wird von weißen Lisenen gegliedert; die Fensteröffnungen sind rundbogig ausgeführt. An den Chor sind auf der Südseite der Turm und – östlich davon – die doppelgeschossige Sakristei, die sich im oberen Stockwerk zu einem Oratorium öffnet, angebaut. Der Chorflankenturm wurde größtenteils bereits in der Romanik über quadratischem Grundriss errichtet, möglicherweise mit Satteldach. Später erhielt er eine Zwiebelhaube, bevor im 19. Jahrhundert die Giebelaufsätze und der Spitzhelm ergänzt wurden. Den oberen Abschluss bilden Kugel und Kreuz.
Der Zugang zum Kircheninneren erfolgt durch den Vorbau, der auf der Westseite an das Langhaus angefügt wurde. Während das Langhaus innen eine einfache Flachdecke mit zurückhaltender Stuckierung besitzt, wird der Chorraum von einer Stichkappentonne mit aufwändigem Stuck überspannt. Das Chorgewölbe ruht auf Pilastern, die ein stark profiliertes Gebälk tragen. Die Trennung zwischen Langhaus und Chor entsteht durch den runden Chorbogen. Im hinteren Bereich des Langhauses ist eine einfache Orgelempore mit gerader Brüstung und Holztreppe eingezogen.

## Ausstattung

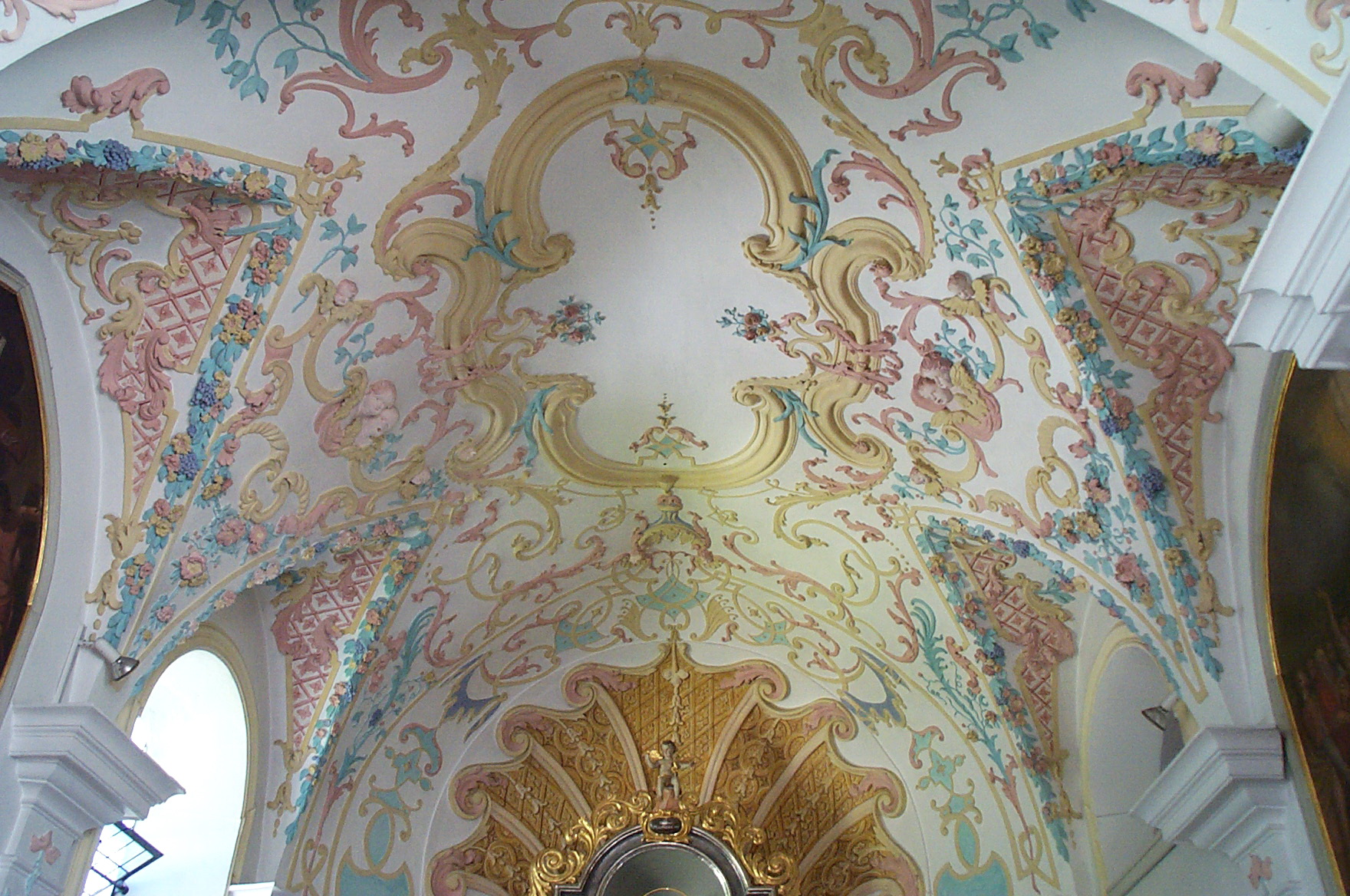
Stuck am Chorgewölbe

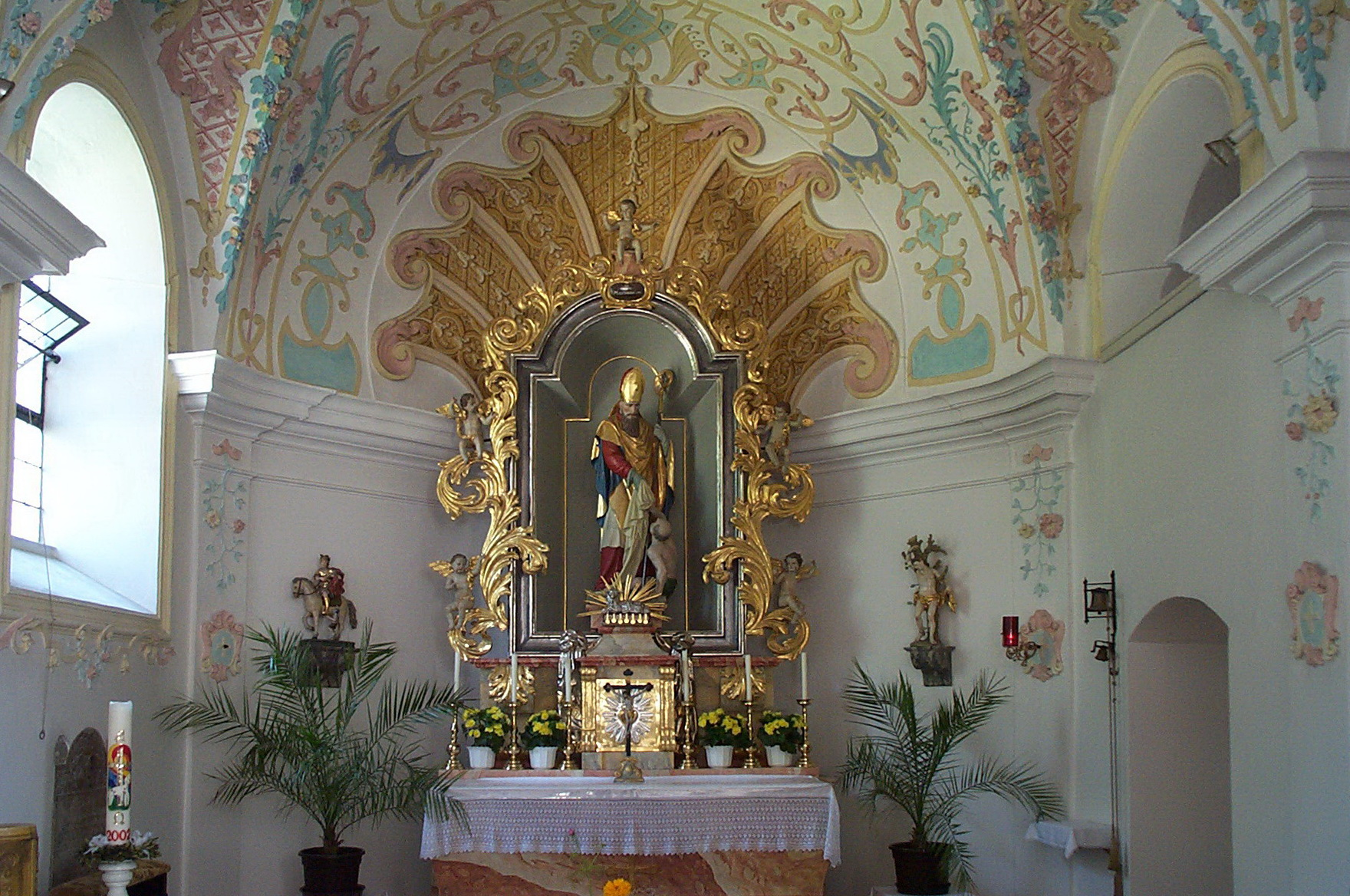
Hochaltar

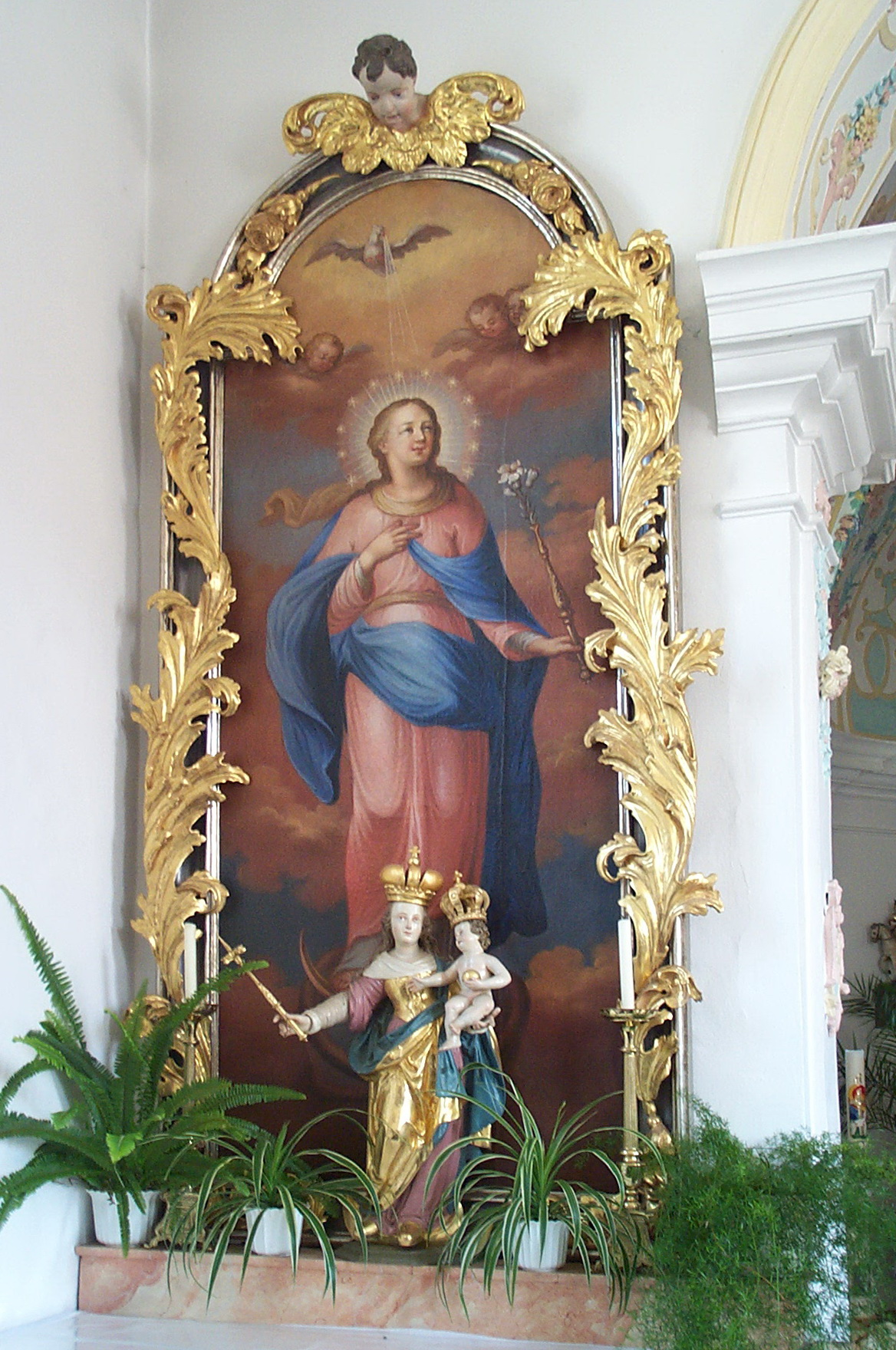
Linker Seitenaltar

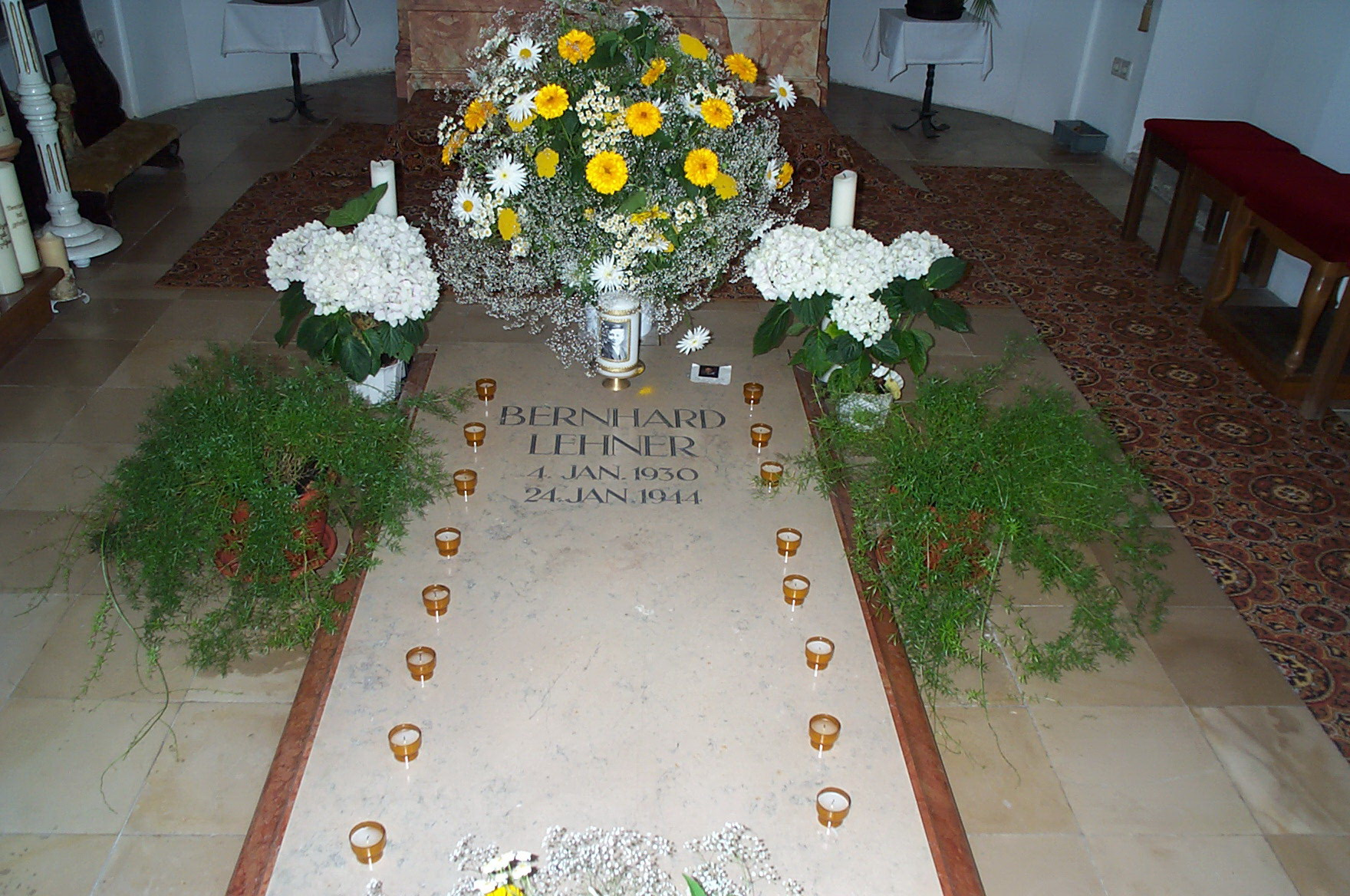
Grabmal für Bernhard Lehner († 1944)

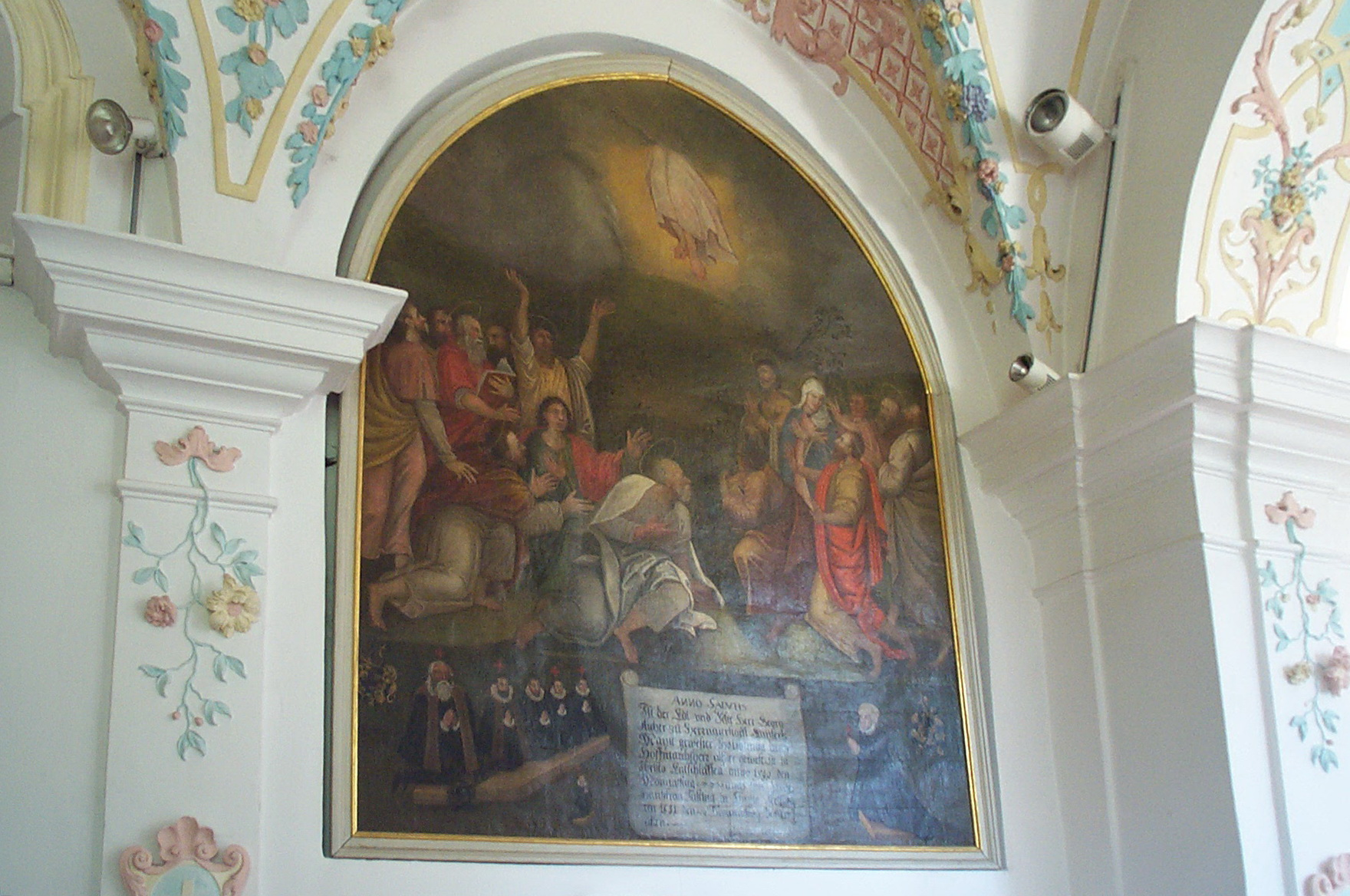
Votivbild der Himmelfahrt Christi

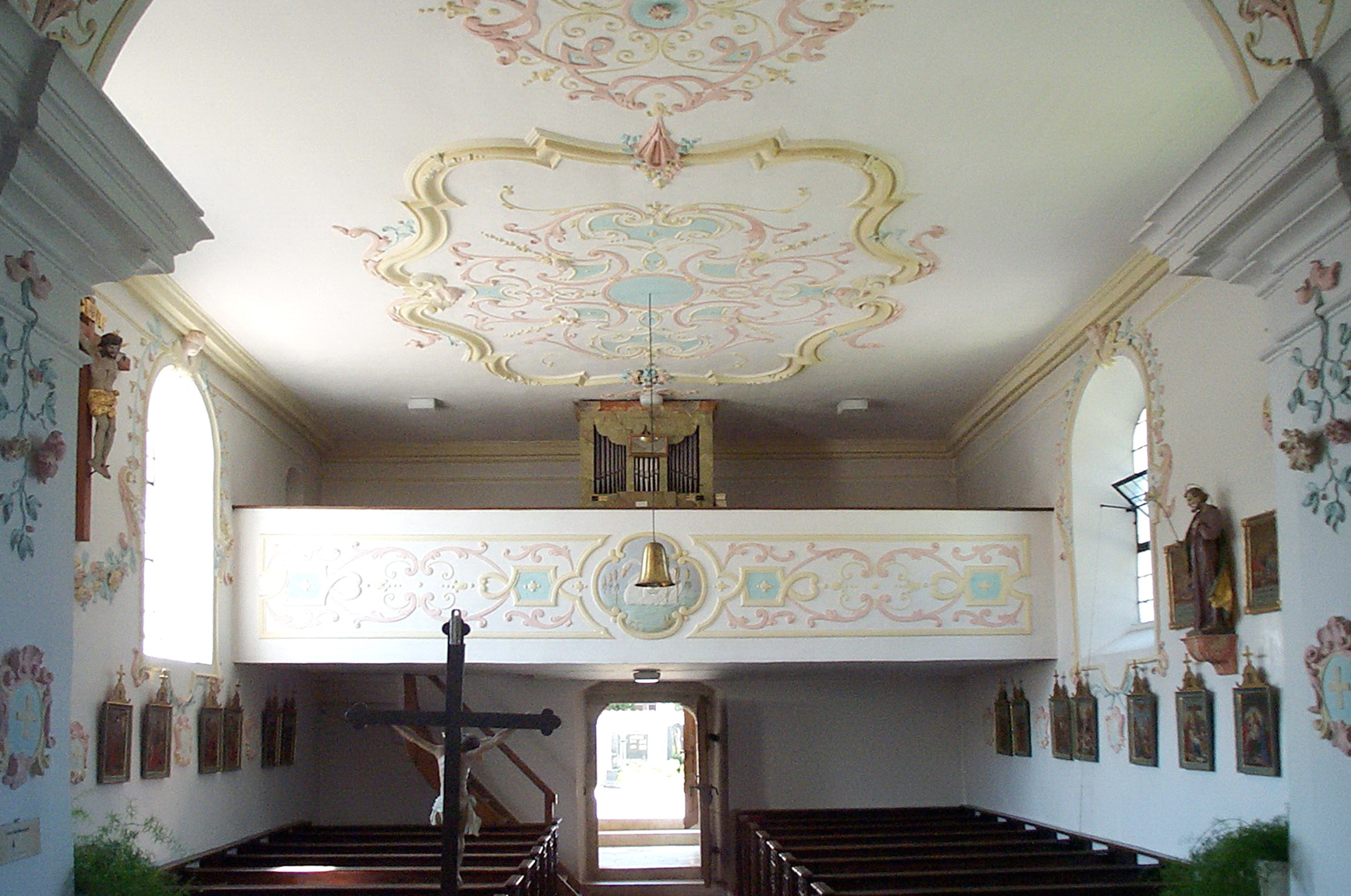
Blick zur Orgelempore

### Stuck
Die qualitätvolle, farbige gefasste Stuckdekoration im Chor entstand um 1740 durch die Hand des Rohrer Stuckateurs Martin Bader. Band- und Rahmenwerk mit Blütenzweigen und Puttenköpfen umgeben eine zentral im Chorgewölbe angebrachte Kartusche sowie eine im Chorschluss aufgemalte Muschelschale. Der Chorbogen und die Stichkappen sind mit Blütenranken, Blumen und Früchten verziert. Die Stuckierung der Langhausdecke ist dagegen vergleichsweise zurückhaltend. Sie besteht aus einem geschweiften Bandwerkrahmen mit Muschelschalen und Puttenköpfen sowie floralen Verschlingungen, die um ein vor dem Chor angebrachtes Stuckornament angeordnet sind. Die Nischen, in denen die Langhausfenster sitzen, werden von Blütenzweigen und Rankwerk gerahmt sowie von Puttenköpfen bekrönt.

### Altäre
Der im Wesentlichen barocke Hochaltar entstand 1701 durch den Landshuter Schreiner Matthias Nay. Er besitzt eine 1925 hinzugefügte Nische, die oben mit einem etwas eingezogenen Rundbogen abschließt. Diese wird von original barockem Akanthusrankwerk mit fünf kleinen Engelsfiguren gerahmt. In der Nische ist als Ersatz des zerstörten Altargemäldes eine Figur des heiligen Martin mit Bettler zu sehen.
Die im Jahr 1700 in Landshut ausgeführten Seitenaltäre besitzen einen dezenten Aufbau, der von Akanthusrankwerk gerahmt und von Puttenköpfen bekrönt wird. Am nördlichen (linken) Seitenaltar befindet sich ein inzwischen stark überfasstes Barockgemälde der Maria Immaculata. Das Gemälde des segnenden Christus am südlichen (rechten) Seitenaltar dürfte dagegen erst Anfang des 20. Jahrhunderts entstanden sein.

### Grabmal und Gruft für Bernhard Lehner
Mittig vor dem Hochaltar wurde 1952 eine Gruft für die Gebeine des Bernhard Lehner angelegt. Diese ist mit einem einfachen Grabstein verschlossen, der lediglich den Namen sowie Geburts- und Todestag des Verstorbenen als Inschrift enthält. Der aus Herrngiersdorf stammende Junge (* 4. Januar 1930) besuchte nach der Grundschule auf Empfehlung seines Pfarrers das bischöfliche Knabenseminar Obermünster in Regensburg, um später nach einem lang gehegten Wunsch Priester werden zu können. Der ansonsten eher unauffällige Junge zeichnete sich besonders durch seine große Frömmigkeit aus. Diese wurde in besonderer Weise offenbar, als er im Dezember 1943 unheilbar an septischer Diphtherie erkrankte und dennoch dem bevorstehenden Tod mit äußerster Gelassenheit entgegensah. Kurz vor seinem Tod am 24. Januar 1944 ist folgender Ausspruch überliefert: „Lasst mich doch sterben. Wer wird denn weinen, wenn man in den Himmel kommt!“
Bereits im Jahr 1950 leitete der Regensburger Bischof Michael Buchberger den Seligsprechungsprozess für Bernhard Lehner ein. Am 14. September 1952 wurden die Gebeine Lehners im Beisein von 20.000 Gläubigen in die Gruft übertragen. Seitdem findet jährlich am zweiten Sonntag im September ein Gebetstag für die Seligsprechung Lehners statt. Dabei kommen regelmäßig hohe geistliche Würdenträger als Zelebranten des Festgottesdienstes nach Herrngiersdorf. Nachmittags findet stets eine Andacht mit Kinder- und Ministrantensegnung statt. Am 2. April 2011 sprach Papst Benedikt XVI. Lehner per Dekret den heroischen Tugendgrad zu, sodass dieser nun als „Ehrwürdiger Diener Gottes“ bezeichnet und nach Anerkenntnis eines Wunders seliggesprochen werden kann.

### Ölgemälde im Chor
Im östlichen Chorjoch hängen an den gegenüberliegenden Wänden zwei große, spitzbogig gerahmte Ölgemälde, die beide aus der Barockzeit stammen. Das nördliche (linke) Bild mit einer Darstellung der Kreuzigung Christi wurde von Baron Franz Martin von Guggemos gestiftet und 1737 von dem Landshuter Maler Andreas Plank gemalt. Das gegenüberliegende Gemälde ist ein Votivbild, das wahrscheinlich aus dem späten 16. Jahrhundert stammt. Im oberen Bereich sieht man die Himmelfahrt Christi mit Maria und den Aposteln, darunter die Stifterfamilie. Im Jahr 1736 wurde das Gemälde laut Inschrift von Andreas Plank restauriert.

### Übrige Ausstattung
Die kunstvoll mit Akanthusrankwerk und Fruchtgehängen verzierten Wangen des Kirchengestühls stammen aus dem 18. Jahrhundert. Das an der Langhaussüdseite angebrachte Kruzifix ist dagegen spätgotisch und dürfte Ende des 15. Jahrhunderts entstanden sein. Genau gegenüber ist eine Figur des heiligen Joseph angebracht, die 1906 anlässlich des Priesterjubiläums von Joseph Staudacher angefertigt wurde. Diese wird von zwei Gemälden eingerahmt, die jeweils zwei Evangelisten zeigen. Diese Malereien dürften von der 1969 abgebrochenen Kanzel stammen, die genau an dieser Stelle hing. Der am 25. Mai 1884 geweihte Kreuzwegzyklus wurde von Matthias Stadler aus Kelheim gemalt.
Im Chor befinden sich einige Epitaphien aus dem 17. und 18. Jahrhundert für verstorbene Mitglieder der Adelsfamilie Guggemos, die in dieser Zeit auf Schloss Herrngiersdorf ansässig war. Im Turmerdgeschoss befindet sich außerdem das Epitaph für den ehemaligen Hofmarksbesitzer Ernestus Aicher († 1631) und seine Ehegattin Susanna.

### Orgel
Die um 1830 erbaute Orgel wurde 1985 von Georg Jann aus Allkofen bei Laberweinting restauriert. Im Zuge dieser Arbeiten erfolgte auch eine Neufassung des Gehäuses durch die Firma Baier-Orthgieß.

### Glocken
In dem romanischen Turm befinden sich vier Glocken mit der Tonfolge b1–d2–f2–(+)–h2. Die beiden historischen Glocken wurden 1533 und 1534 von Hanns Graf in Landshut gegossen. Eine weitere Glocken ist per Inschrift auf 1950 datiert. Die vierte, undatierte Glocke dürfte 1962 entstanden sein, da für den 22. Juli dieses Jahres eine Glockenweihe überliefert ist.

## Umgebung
Die Kirche ist von einem kleinen Friedhof umgeben, dessen Ummauerung zum Teil noch aus dem 18. Jahrhundert stammt. Teilstücke stammen auch von Friedhofserweiterungen im 19. und 20. Jahrhundert. Die Seelenkapelle, die westlich des Kirchenportals zu finden ist, stammt aus dem ersten Viertel des 20. Jahrhunderts. Es handelt sich dabei um einen kleinen Bau mit steilem Satteldach und korbbogig abgeschlossener Vorhalle. Das Kriegerdenkmal für die Gefallenen beider Weltkriege wurde wohl in den 1950er Jahren errichtet.